# Gerberga van Bourgondië
Gerberga van Bourgondië ( 965 of 966 - 7 juli 1019) stamde uit de Bourgondische koninklijke familie.
Zij was in haar eerste huwelijk met graaf Herman I van Werl en in haar tweede huwelijk met hertog Herman II van Zwaben getrouwd.

## Afkomst
Ze was de dochter van koning Koenraad van Bourgondië, de vredelievende, hertog van Bourgondië (Welfen) en zijn tweede vrouw Mathilde van Frankrijk, een dochter van Lodewijk IV van Frankrijk. Ze was ook een nicht van keizerin Adelheid en koning Lotharius van Frankrijk en een achternicht van Otto I de Grote. Op deze wijze was zij dus zowel aan de Karolingen als aan de Ottonen verwant.

## Kinderen
Uit haar eerste huwelijk met graaf Herman I van Werl had zij drie kinderen: Herman II, Rudolf en Bernhard.
Herman II van Zwaben en Gerberga kregen de volgende kinderen:
- Mathilde (ca. 988 - 1032), begraven in de Dom van Worms, achtereenvolgens gehuwd met:
  - Koenraad I van Karinthië (975-1011)
  - Frederik II van Lotharingen (-1027)
  - Esiko van Ballenstedt
- Gisela van Zwaben
- Berthold (992-993)
- Beatrix, gehuwd met Adalbero van Eppenstein (980-1039)
- Herman III (-1012).

Gerberga stichtte in 1000 het klooster van Oedingen (bij Lennestadt).

## Voorouders
| Voorouders van Gerberga van Bourgondië (965-1019) | Voorouders van Gerberga van Bourgondië (965-1019)                         | Voorouders van Gerberga van Bourgondië (965-1019)                         | Voorouders van Gerberga van Bourgondië (965-1019)                        | Voorouders van Gerberga van Bourgondië (965-1019)                        |                                                                          |
| ------------------------------------------------- | ------------------------------------------------------------------------- | ------------------------------------------------------------------------- | ------------------------------------------------------------------------ | ------------------------------------------------------------------------ | ------------------------------------------------------------------------ |
| Overgrootouders                                   | Rudolf I van Bourgondië (855-912) ∞ 888 Willa (865-voor 924)              | Burchard II van Zwaben (883-926) ∞ Regelinda (-958)                       | Karel de Eenvoudige (879-929) ∞ 918 Hedwig van Wessex (903-951)          | Hendrik de Vogelaar (876-936) ∞ 909 Mathilde van Ringelheim (895-968)    |                                                                          |
| Grootouders                                       | Rudolf II van Bourgondië (890-937) ∞ 922 Bertha van Zwaben (907-voor 966) | Rudolf II van Bourgondië (890-937) ∞ 922 Bertha van Zwaben (907-voor 966) | Lodewijk IV van Frankrijk (920-954) ∞ 939 Gerberga van Saksen (913-984)  | Lodewijk IV van Frankrijk (920-954) ∞ 939 Gerberga van Saksen (913-984)  |                                                                          |
| Ouders                                            | Koenraad van Bourgondië (922-993) ∞ 964 Mathilde van Frankrijk (943-992)  | Koenraad van Bourgondië (922-993) ∞ 964 Mathilde van Frankrijk (943-992)  | Koenraad van Bourgondië (922-993) ∞ 964 Mathilde van Frankrijk (943-992) | Koenraad van Bourgondië (922-993) ∞ 964 Mathilde van Frankrijk (943-992) | Koenraad van Bourgondië (922-993) ∞ 964 Mathilde van Frankrijk (943-992) |